# Coleophora trifolii
Coleophora trifolii — вид лускокрилих комах родини чохликових молей (Coleophoridae).

## Поширення
Вид поширений в Європі, Північній Африці, Малій Азії, Афганістан та Північній Америці. Трапляється у фауні України.

## Опис
Росзмах крил завдовжки 15-20 мм.

## Спосіб життя
Метелики літають у червні-липні. Личинки трапляються з липня по вересень. Вони живляться насінням буркуна (Melilotus). Личинки живуть у чохлику.